# I. A. L. Diamond
I. A. L. Diamond, pseudonimo di Iţec Domnici (Ungheni, 27 giugno 1920 – Beverly Hills, 21 aprile 1988), è stato uno sceneggiatore statunitense di origine moldava, attivo a Hollywood dagli anni quaranta fino alla fine degli anni ottanta.

## Biografia

### I primi anni
Nato a Ungheni, in Moldavia, era chiamato “Iz” a Hollywood, ed era noto perché, scherzando, sosteneva che le sue iniziali stessero per “Lega Interscolastica di Algebra”.
All'età di 9 anni Diamond emigrò con la sua famiglia nella zona di Crown Heights a Brooklyn negli Stati Uniti, dove studiò alla Boy's High School, mostrando buone capacità in matematica, concorrendo alle Olimpiadi di Matematica nazionali nel 1936-37, dove vinse parecchie medaglie d'oro.
Nel 1941 Diamond terminò i suoi studi universitari di primo grado in giornalismo alla Columbia University, dove pubblicò nel Columbia Daily Spectator con lo pseudonimo di “I.A.L. Diamond”. Diresse la rivista umoristica Jester, fu membro della Philolexian Society, e divenne l'unica persona a scrivere da sola quattro produzioni consecutive della rivista annuale Varsity Show. Dopo la laurea,  abbandonò l'idea di continuare i suoi studi alla Columbia University e accettò un contratto a breve termine a Hollywood.

### Carriera e ultimi anni
Ottenne una serie di contratti a tempo determinato, in particolare per la Paramount Pictures, e lavorò alla stesura di diverse sceneggiature, ma senza ricevere credits. In seguito andò alla Universal, dove nel 1944 lavorò alla sua prima sceneggiatura accreditata per lungometraggio, Murder in the Blue Room (Omicidio nella stanza blu). Un anno dopo, alla Warner Brothers, raggiunse il suo primo vero successo e ottenne i credits con Never Say Goodbye (Non dire mai arrivederci) nel 1946. Lavorò alla 20th Century Fox dal 1951-55, infine decise di diventare indipendente.
Nel 1957 collaborò con Billy Wilder durante la lavorazione del film Arianna. Da quel momento in poi, la coppia ottenne una serie di successi con A qualcuno piace caldo; L'appartamento (che vinse un Oscar per la Miglior Sceneggiatura); Uno, due, tre!; Irma la dolce; il nominato all'Oscar Non per soldi... ma per denaro; la commedia sexy Baciami, stupido; e Vita privata di Sherlock Holmes.
Alcuni personaggi di questi lungometraggi sono impegnati in infiniti ma amichevoli battibecchi: come Joe e Jerry in A qualcuno piace caldo e Holmes e Watson nella Vita privata di Sherlock Holmes. La vedova Diamond sostiene che siano basati sul rapporto tra suo marito e Wilder.

## Filmografia

### Sceneggiatore
- Murder in the Blue Room, regia di Leslie Goodwins (1944)
- Two Guys from Milwaukee, regia di David Butler (1946)
- Preferisco mio marito (Never Say Goodbye), regia di James V. Kern (1946)
- Love and Learn, regia di Frederick De Cordova (1947)
- Always Together, regia di Frederick De Cordova (1947)
- Amore sotto coperta (Romance on the High Seas), regia di Michael Curtiz e Busby Berkeley (1948)
- Speroni e calze di seta (Two Guys from Texas), regia di David Butler (1948)
- La foglia di Eva (The Girl from Jones Beach), regia di Peter Godfrey (1949)
- L'amore non può attendere (It's a Great Feeling), regia di David Butler (1949)
- Le memorie di un dongiovanni (Love Nest), regia di Joseph M. Newman (1951)
- Mia moglie si sposa (Let's Make It Legal), regia di Richard Sale (1951)
- Il magnifico scherzo (Monkey Business), regia di Howard Hawks (1952)
- Something for the Birds, regia di Robert Wise (1952)
- Quel certo non so che (That Certain Feeling), regia di Melvin Frank e Norman Panama (1956)
- Arianna (Love in the Afternoon), regia di Billy Wilder (1957)
- Il principe del circo (Merry Andrew), regia di Michael Kidd (1958)
- A qualcuno piace caldo (Some Like It Hot), regia di Billy Wilder (1959)
- L'appartamento (The Apartment), regia di Billy Wilder (1960)
- Uno, due, tre! (One, Two, Three), regia di Billy Wilder (1961)
- Irma la dolce (Irma La Douce), regia di Billy Wilder (1963)
- Baciami, stupido (Kiss Me, Stupid), regia di Billy Wilder (1964)
- Non per soldi... ma per denaro (The Fortune Cookie), regia di Billy Wilder (1966)
- Fiore di cactus (Cactus Flower), regia di Gene Saks (1969)
- Vita privata di Sherlock Holmes (The Private Life of Sherlock Holmes), regia di Billy Wilder (1970)
- Che cosa è successo tra mio padre e tua madre? (Avanti!), regia di Billy Wilder (1972)
- Prima pagina (The Front Page), regia di Billy Wilder (1974)
- Fedora, regia di Billy Wilder (1978)
- Buddy Buddy, regia di Billy Wilder (1981)